# Euro Ice Hockey Challenge 2011/2012
Euro Ice Hockey Challenge 2011/2012 jest to cykl międzynarodowych turniejów organizowanych pod patronatem Międzynarodowej Federacji Hokeja na Lodzie. W tej edycji reprezentacje narodowe będą rywalizować w siedmiu turniejach EIHC. Reprezentacja Polski wystąpiła w dwóch turniejach, a w jednym jako gospodarz.

## EIHC Białoruś
Mecze turnieju EIHC Białoruś odbyły się od 11 do 13 listopada 2011 roku. Turniej odbył się na Białorusi, w hali Homel Ice Sports Palace w Homlu. W turnieju uczestniczyły reprezentacje czterech państw: Białorusi, Rosji B, Słowenii i Danii. Zwycięzcą turnieju została drużyna Rosji B.

### Wyniki
| 10 listopada 2011 | Rosja B | 5:0 | Dania | Arena Pałac Lodowy, Homel |

| Szczegóły      | Szczegóły | Szczegóły       | Szczegóły | Szczegóły     |
| -------------- | --- | --------------- | --------- | ------------- |
| Godzina: 13:00 | E. Lisin 21:00 (EQ) D. Abdullin 24:32 (EQ) W. Tichonow 37:03 (PP) A. Siergiejew 55:58 (EQ) M. Piestuszko 56:27 (EQ) | (0:0, 3:0, 2:0) |           | Widzów: 2.000 |

| 10 listopada 2011 | Słowenia | 6:0 | Białoruś | Arena Pałac Lodowy, Homel |

| Szczegóły      | Szczegóły | Szczegóły       | Szczegóły | Szczegóły     |
| -------------- | --- | --------------- | --------- | ------------- |
| Godzina: 17:00 | S. Kovacevic 12:20 (PP) M. Hocevar 19:22 (EQ) S. Kovacevic 24:46 (PP) D. Dervarci 27:11 (EQ) S. Kovacevic 44:01 (PP2) A. Tavzelj 50:13 (EQ) | (2:0, 2:0, 2:0) |           | Widzów: 2.800 |

| 11 listopada 2011 | Dania | 3:0 | Słowenia | Arena Pałac Lodowy, Homel |

| Szczegóły      | Szczegóły                                                           | Szczegóły       | Szczegóły | Szczegóły     |
| -------------- | ------------------------------------------------------------------- | --------------- | --------- | ------------- |
| Godzina: 13:00 | J. Jakobsen 9:12 (EQ) M. Poulsen 28:46 (PP) J. B. Jensen 57:29 (EQ) | (1:0, 1:0, 1:0) |           | Widzów: 2.000 |

| 11 listopada 2011 | Białoruś | 1:4 | Rosja B | Arena Pałac Lodowy, Homel |

| Szczegóły      | Szczegóły            | Szczegóły       | Szczegóły                                                                                  | Szczegóły     |
| -------------- | -------------------- | --------------- | ------------------------------------------------------------------------------------------ | ------------- |
| Godzina: 17:00 | S. Drozd 04:17 (PP2) | (1:0, 0:0, 0:4) | 41:08 (EQ) M. Piestuszko 48:35 (PP) A. Głuchow 56:04 (PP) A. Glinkin 56:24 (EQ) A. Panarin | Widzów: 2.800 |

| 12 listopada 2011 | Rosja B | 3:0 | Słowenia | Arena Pałac Lodowy, Homel |

| Szczegóły      | Szczegóły                                                           | Szczegóły       | Szczegóły | Szczegóły     |
| -------------- | ------------------------------------------------------------------- | --------------- | --------- | ------------- |
| Godzina: 11:00 | M. Warnakow 19:14 (EQ) A. Glinkin 46:58 (EQ) A. Nikulin 54:38 (PP2) | (1:0, 0:0, 2:0) |           | Widzów: 2.300 |

| 12 listopada 2011 | Białoruś | 2:8 | Dania | Arena Pałac Lodowy, Homel |

| Szczegóły      | Szczegóły                                 | Szczegóły       | Szczegóły | Szczegóły     |
| -------------- | ----------------------------------------- | --------------- | --- | ------------- |
| Godzina: 15:00 | S. Drozd 11:04 (PP2) A. Kachan 32:21 (PP) | (1:4, 1:3, 0:1) | 05:50 (PP) M. Madsen 09:01 (EQ) O. Gunnarsson 14:45 (PP) M. Madsen 16:05 (PP) J. Jakobsen 25:08 (PP) K. Staal 30:09 (PP) J. B. Jensen 33:12 (PP2) J. Jakobsen 52:35 (PP) K. Staal | Widzów: 2.900 |

### Klasyfikacja
| Lp. | Zespół   | M | Pkt | W | WpD | PpD | P | G + | G - | +/- |
| --- | -------- | - | --- | - | --- | --- | - | --- | --- | --- |
| 1   | Rosja B  | 3 | 9   | 3 | 0   | 0   | 0 | 12  | 1   | +11 |
| 2   | Dania    | 3 | 6   | 2 | 0   | 0   | 1 | 11  | 7   | +4  |
| 3   | Słowenia | 3 | 3   | 1 | 0   | 0   | 2 | 6   | 6   | +0  |
| 4   | Białoruś | 3 | 0   | 0 | 0   | 0   | 3 | 3   | 18  | -15 |

Lp. = lokata, M = liczba rozegranych spotkań, Pkt = Liczba zdobytych punktów, W = Wygrane, WpD = Wygrane po dogrywce lub karnych, PpD = Porażki po dogrywce lub karnych, P = Porażki, G+ = Gole strzelone, G- = Gole stracone, +/- = bilans bramek

## EIHC Polska
Mecze turnieju EIHC Polska odbyły się od 11 do 13 listopada 2011 roku. Turniej odbył się w Sanoku, w hali Arena Sanok. W turnieju uczestniczyły reprezentacje trzech państw: Polski, Rumunii i Holandii. Przed turniejem wycofała się reprezentacja Chorwacji. Zwycięzcą turnieju została drużyna Polski.

### Wyniki
| 11 listopada 2011 | Rumunia | 0:9 | Polska | Arena Sanok, Sanok |

| Szczegóły      | Szczegóły | Szczegóły       | Szczegóły | Szczegóły     |
| -------------- | --------- | --------------- | --- | ------------- |
| Godzina: 16:00 |           | (0:5, 0:2, 0:2) | 01:29 (EQ) M. Csorich 06:54 (PP) M. Łopuski 13:32 (EQ) M. Kolusz 13:50 (EQ) T. Malasiński 14:10 (EQ) G. Pasiut 31:30 (EQ) L. Laszkiewicz 33:00 (EQ) M. Danieluk 41:15 (PP) P. Sarnik 49:54 (EQ) D. Słaboń | Widzów: 1.000 |

| 12 listopada 2011 | Polska | 5:1 | Holandia | Arena Sanok, Sanok |

| Szczegóły      | Szczegóły                                                                                                   | Szczegóły       | Szczegóły               | Szczegóły   |
| -------------- | --- | --------------- | ----------------------- | ----------- |
| Godzina: 20:00 | R. Dutka 08:51 (EQ) P. Sarnik 16:48 (EQ) L. Laszkiewicz 35:31 (EQ) D. Słaboń 37:58 (PP) R. Dutka 59:12 (PP) | (2:1, 2:0, 1:0) | 05:13 (EQ) K. Bruijsten | Widzów: 800 |

| 13 listopada 2011 | Holandia | 4:2 | Rumunia | Arena Sanok, Sanok |

| Szczegóły      | Szczegóły                                                                       | Szczegóły       | Szczegóły                               | Szczegóły   |
| -------------- | ------------------------------------------------------------------------------- | --------------- | --------------------------------------- | ----------- |
| Godzina: 14:00 | L. Houkes 12:45 (EQ) L. Houkes 26:18 (EQ) M. Kars 28:25 (EQ) M. Kars 59:55 (EV) | (1:0, 2:1, 1:1) | 30:19 (PP) T. Becze 41:46 (EQ) T. Becze | Widzów: 300 |

### Klasyfikacja
| Lp. | Zespół   | M | Pkt | W | WpD | PpD | P | G + | G - | +/-  |
| --- | -------- | - | --- | - | --- | --- | - | --- | --- | ---- |
| 1   | Polska   | 2 | 6   | 2 | 0   | 0   | 0 | 14  | 1   | +13  |
| 2   | Holandia | 2 | 3   | 1 | 0   | 0   | 1 | 5   | 7   | - 2  |
| 3   | Rumunia  | 2 | 0   | 0 | 0   | 0   | 2 | 2   | 13  | - 11 |

Lp. = lokata, M = liczba rozegranych spotkań, Pkt = Liczba zdobytych punktów, W = Wygrane, WpD = Wygrane po dogrywce lub karnych, PpD = Porażki po dogrywce lub karnych, P = Porażki, G+ = Gole strzelone, G- = Gole stracone, +/- = bilans bramek

## EIHC Węgry
Mecze turnieju EIHC Węgry odbyły się od 11 do 13 listopada 2011 roku. W turnieju uczestniczyły reprezentacje czterech państw: Węgier, Austrii, Japonii i Włoch. Zwycięzcą turnieju została drużyna Japonii.

### Wyniki
| 11 listopada 2011 | Austria | 2:3 | Włochy | ? |

| Szczegóły      | Szczegóły                                   | Szczegóły       | Szczegóły                                                            | Szczegóły                                                                               |
| -------------- | ------------------------------------------- | --------------- | -------------------------------------------------------------------- | --------------------------------------------------------------------------------------- |
| Godzina: 14:30 | D. Nageler 30:19 (EQ) D. Nageler 54:42 (EQ) | (0:0, 1:1, 1:2) | 34:55 (PP) R. Sirianni 49:48 (EQ) R. Sirianni 53:05 (EQ) R. Sirianni | Widzów: 200 Sędzia główny: Vladimir Babic Sędziowie liniowi: Attila Nagy, Balázs Kovács |

| 11 listopada 2011 | Węgry | 3:5 | Japonia | ? |

| Szczegóły      | Szczegóły                                                     | Szczegóły       | Szczegóły                                                                                             | Szczegóły                                                                             |
| -------------- | ------------------------------------------------------------- | --------------- | --- | ------------------------------------------------------------------------------------- |
| Godzina: 18:00 | G. Nagy 21:18 (EQ) L. Sikorcin 26:49 (PP2) A. Benk 55:22 (EQ) | (0:0, 2:3, 1:2) | 29:27 (PP) K. Yamada 34:18 (EQ) S. Sato 36:59 (EQ) H. Ueno 44:41 (EQ) M. Domeki 59:49 (EV) B. Ishioka | Widzów: 1.000 Sędzia główny: Georg Veit Sędziowie liniowi: Márton Németh, László Wolf |

| 12 listopada 2011 | Austria | 1:5 | Japonia | ? |

| Szczegóły      | Szczegóły               | Szczegóły       | Szczegóły                                                                                                | Szczegóły                                                                                 |
| -------------- | ----------------------- | --------------- | --- | ----------------------------------------------------------------------------------------- |
| Godzina: 13:30 | M. Mairitsch 23:58 (EQ) | (0:2, 1:2, 0:1) | 14:09 (EQ) R. Tanaka 19:50 (PP) M. Domeki 29:50 (EQ) R. Tanaka 38:46 (EQ) S. Yanadori 58:33 (SH) H. Ueno | Widzów: 300 Sędzia główny: Claudio Pianezze Sędziowie liniowi: Balázs Kovács, László Wolf |

| 12 listopada 2011 | Włochy | 3:2 d. | Węgry | ? |

| Szczegóły      | Szczegóły                                                 | Szczegóły               | Szczegóły                            | Szczegóły                                                                             |
| -------------- | --------------------------------------------------------- | ----------------------- | ------------------------------------ | ------------------------------------------------------------------------------------- |
| Godzina: 17:00 | D. Iori 28:46 (EQ) V. Rocco 56:13 (PP) D. Iori 62:49 (EQ) | (0:0, 1:2, 1:0, d. 1:0) | 29:40 (PP) M. Vas 34:49 (EQ) S. Hari | Widzów: 1.500 Sędzia główny: Georg Veit Sędziowie liniowi: Attila Nagy, Márton Németh |

| 13 listopada 2011 | Japonia | 1:2 pk. | Włochy | ? |

| Szczegóły      | Szczegóły            | Szczegóły                       | Szczegóły                           | Szczegóły                                                                             |
| -------------- | -------------------- | ------------------------------- | ----------------------------------- | ------------------------------------------------------------------------------------- |
| Godzina: 13:30 | A. Keller 36:25 (PP) | (0:0, 1:1, 0:0, d. 0:0, k. 0:1) | 37:57 (PP2) P. Íaonne (SO) A. Egger | Widzów: 300 Sędzia główny: Vladimir Babic Sędziowie liniowi: Attila Nagy, László Wolf |

| 13 listopada 2011 | Węgry | 1:4 | Austria | ? |

| Szczegóły      | Szczegóły          | Szczegóły       | Szczegóły                                                                                 | Szczegóły                                                                                     |
| -------------- | ------------------ | --------------- | ----------------------------------------------------------------------------------------- | --------------------------------------------------------------------------------------------- |
| Godzina: 17:00 | M. Vas 25:45 (PP2) | (0:2, 1:2, 0:0) | 05:46 (PP) S. Ulmer 19:23 (EQ) M. Pirmann 20:55 (EQ) M. Fischer 39:21 (EQ) A. Pallestrang | Widzów: 1.100 Sędzia główny: Claudio Pianezze Sędziowie liniowi: Balázs Kovács, Márton Németh |

### Klasyfikacja
| Lp. | Zespół  | M | Pkt | W | WpD | PpD | P | G + | G - | +/- |
| --- | ------- | - | --- | - | --- | --- | - | --- | --- | --- |
| 1   | Japonia | 3 | 7   | 2 | 0   | 1   | 0 | 11  | 6   | +5  |
| 2   | Włochy  | 3 | 7   | 1 | 2   | 0   | 0 | 8   | 5   | +3  |
| 3   | Austria | 3 | 3   | 1 | 0   | 0   | 2 | 7   | 9   | -2  |
| 4   | Węgry   | 3 | 1   | 0 | 0   | 1   | 2 | 6   | 12  | -6  |

Lp. = lokata, M = liczba rozegranych spotkań, Pkt = Liczba zdobytych punktów, W = Wygrane, WpD = Wygrane po dogrywce lub karnych, PpD = Porażki po dogrywce lub karnych, P = Porażki, G+ = Gole strzelone, G- = Gole stracone, +/- = bilans bramek

## EIHC Rumunia
Mecze turnieju EIHC Rumunia odbyły się od 14 do 17 grudnia 2011 roku. W turnieju uczestniczyły reprezentacje czterech państw: Węgier, Rumunii, Polski i ukrainy. Zwycięzcą turnieju została drużyna Ukrainy.
| 14 grudnia 2011 | Węgry | 1:6 | Polska | Miercurea-Ciuc |

| Szczegóły      | Szczegóły            | Szczegóły       | Szczegóły | Szczegóły                                                                                                  |
| -------------- | -------------------- | --------------- | --- | --- |
| Godzina: 18:30 | B. Magosi 06:36 (EQ) | (1:1, 0:4, 0:1) | 09:51 (EQ) L. Laszkiewicz 23:14 (PP) M. Rompkowski 25:31 (SH) K. Dziubiński 27:24 (EQ) K. Zapała 38:15 (PP) P. Sarnik 43:47 (EQ) P. Skrzypkowski | Widzów: 750 Sędzia główny: Csomortani Zsolt, Maciej Pachucki Sędziowie liniowi: Csata Attila, Redai Botond |

| 15 grudnia 2011 | Węgry | 2:3 | Ukraina | Miercurea-Ciuc |

| Szczegóły      | Szczegóły                                    | Szczegóły       | Szczegóły                                                             | Szczegóły                                                                |
| -------------- | -------------------------------------------- | --------------- | --------------------------------------------------------------------- | ------------------------------------------------------------------------ |
| Godzina: 15:00 | N. Galanisz 05:12 (PP) B. Somogyi 27:59 (EQ) | (1:1, 1:0, 0:2) | 15:12 (EQ) A. Michnow 41:16 (EQ) W. Kyryczenko 49:43 (PP) A. Bondarew | Widzów: 200 Sędzia główny: Lehel Gergely Sędziowie liniowi: Mathe Istvan |

| 15 grudnia 2011 | Rumunia | 2:3 | Polska | Miercurea-Ciuc |

| Szczegóły      | Szczegóły                              | Szczegóły       | Szczegóły                                                           | Szczegóły                                                                                                  |
| -------------- | -------------------------------------- | --------------- | ------------------------------------------------------------------- | --- |
| Godzina: 18:30 | I. Nagy 26:29 (EQ) L. Peter 57:47 (EQ) | (0:0, 1:0, 1:3) | 43:19 (EQ) D. Słaboń 45:39 (PP) L. Laszkiewicz 56:29 (PP) M. Kolusz | Widzów: 770 Sędzia główny: Maciej Pachucki, Csomortani Zsolt Sędziowie liniowi: Redai Botond, Mathe Istvan |

| 16 grudnia 2011 | Ukraina | 2:0 | Polska | Miercurea-Ciuc |

| Szczegóły      | Szczegóły                                     | Szczegóły       | Szczegóły | Szczegóły                                                                                                  |
| -------------- | --------------------------------------------- | --------------- | --------- | --- |
| Godzina: 15:00 | J. Nawarenko 23:32 (EQ) J. Pastuch 19:51 (EV) | (0:0, 1:0, 1:0) |           | Widzów: 350 Sędzia główny: Oleg Luskan, Maciej Pachucki Sędziowie liniowi: Mathe Istvan, Levente Keresztes |

| 16 grudnia 2011 | Rumunia | 4:1 | Węgry | Miercurea-Ciuc |

| Szczegóły      | Szczegóły                                                                                 | Szczegóły       | Szczegóły             | Szczegóły                                                                                                |
| -------------- | ----------------------------------------------------------------------------------------- | --------------- | --------------------- | --- |
| Godzina: 18:30 | A. Zsombor 24:39 (EQ) T. Becze 28:41 (EQ) S. Szabolcs 48:29 (EQ) T. Basilidesz 58:57 (EQ) | (0:0, 2:0, 2:1) | 47:51 (EQ) T. Groschl | Widzów: 1.551 Sędzia główny: Csomortani Zsolt, Oleg Luskan Sędziowie liniowi: Redai Botond, Csata Attila |

| 17 grudnia 2011 | Rumunia | 2:6 | Ukraina | Miercurea-Ciuc |

| Szczegóły      | Szczegóły                               | Szczegóły       | Szczegóły | Szczegóły                                                                                              |
| -------------- | --------------------------------------- | --------------- | --- | --- |
| Godzina: 14:30 | Y. Lvente 23:43 (EQ) A. Goga 34:54 (PP) | (0:1, 2:3, 0:2) | 08:23 (EQ) A. Michnow 30:35 (EQ) W. Gawryluk 32:51 (EQ) A. Michnow 39:47 (EQ) W. Gawryluk 40:13 (EQ) A. Michnow 51:26 (EQ) O. Jakowenko | Widzów: 400 Sędzia główny: Oleg Luskan, Csomortani Zsolt Sędziowie liniowi: Csata Attila, Redai Botond |

### Klasyfikacja
| Lp. | Zespół  | M | Pkt | W | WpD | PpD | P | G + | G - | +/- |
| --- | ------- | - | --- | - | --- | --- | - | --- | --- | --- |
| 1   | Ukraina | 3 | 9   | 3 | 0   | 0   | 0 | 11  | 4   | +7  |
| 2   | Polska  | 3 | 6   | 2 | 0   | 0   | 1 | 9   | 5   | +4  |
| 3   | Rumunia | 3 | 3   | 1 | 0   | 0   | 2 | 8   | 10  | -2  |
| 4   | Węgry   | 3 | 0   | 0 | 0   | 0   | 4 | 4   | 13  | -9  |

Lp. = lokata, M = liczba rozegranych spotkań, Pkt = Liczba zdobytych punktów, W = Wygrane, WpD = Wygrane po dogrywce lub karnych, PpD = Porażki po dogrywce lub karnych, P = Porażki, G+ = Gole strzelone, G- = Gole stracone, +/- = bilans bramek

## EIHC Słowenia
Mecze turnieju EIHC Rumunia odbyły się od 15 do 17 grudnia 2011 roku. W turnieju uczestniczyły reprezentacje czterech państw: Słowenii, Rosji, Norwegii i Francji. Zwycięzcą turnieju została drużyna Słowenii.
| 15 grudnia 2011 | Rosja | 4:2 | Francja | ?, Lublana |

| Szczegóły      | Szczegóły                                                                              | Szczegóły       | Szczegóły                                       | Szczegóły                                         |
| -------------- | -------------------------------------------------------------------------------------- | --------------- | ----------------------------------------------- | ------------------------------------------------- |
| Godzina: 15:30 | J. Kietow 08:42 (EQ) A. Panarin 25:08 (SH) A. Burdasow 41:34 (EQ) M. Anisin 46:20 (EQ) | (1:0, 1:0, 2:2) | 38:28 (EQ) G. Beron 18:47 (EQ) K. Hecquefeuille | Widzów: 300 Sędzia główny: ? Sędziowie liniowi: ? |

| 15 grudnia 2011 | Słowenia | 4:1 | Norwegia | ?, Lublana |

| Szczegóły      | Szczegóły                                                                               | Szczegóły       | Szczegóły              | Szczegóły                                       |
| -------------- | --------------------------------------------------------------------------------------- | --------------- | ---------------------- | ----------------------------------------------- |
| Godzina: 19:15 | S. Kovacevic 00:48 (EQ) D. Rodman 23:48 (PP) R. Sabolic 32:46 (EQ) D. Rodman 58:58 (EV) | (1:1, 2:0, 1:0) | 15:20 (PP) M. Froshaug | Widzów: ? Sędzia główny: ? Sędziowie liniowi: ? |